# Lyciella vittata
Lyciella vittata är en tvåvingeart som först beskrevs av Walker 1849.  Lyciella vittata ingår i släktet Lyciella, och familjen lövflugor. Arten är reproducerande i Sverige.